# Terna pitagorica
Una terna pitagorica è una terna di numeri naturali {\displaystyle a}, {\displaystyle b}, {\displaystyle c} tali che {\displaystyle a^{2}+b^{2}=c^{2}}.  Il nome deriva dal teorema di Pitagora, da cui discende che ad ogni triangolo rettangolo con lati interi corrisponde una terna pitagorica e viceversa.

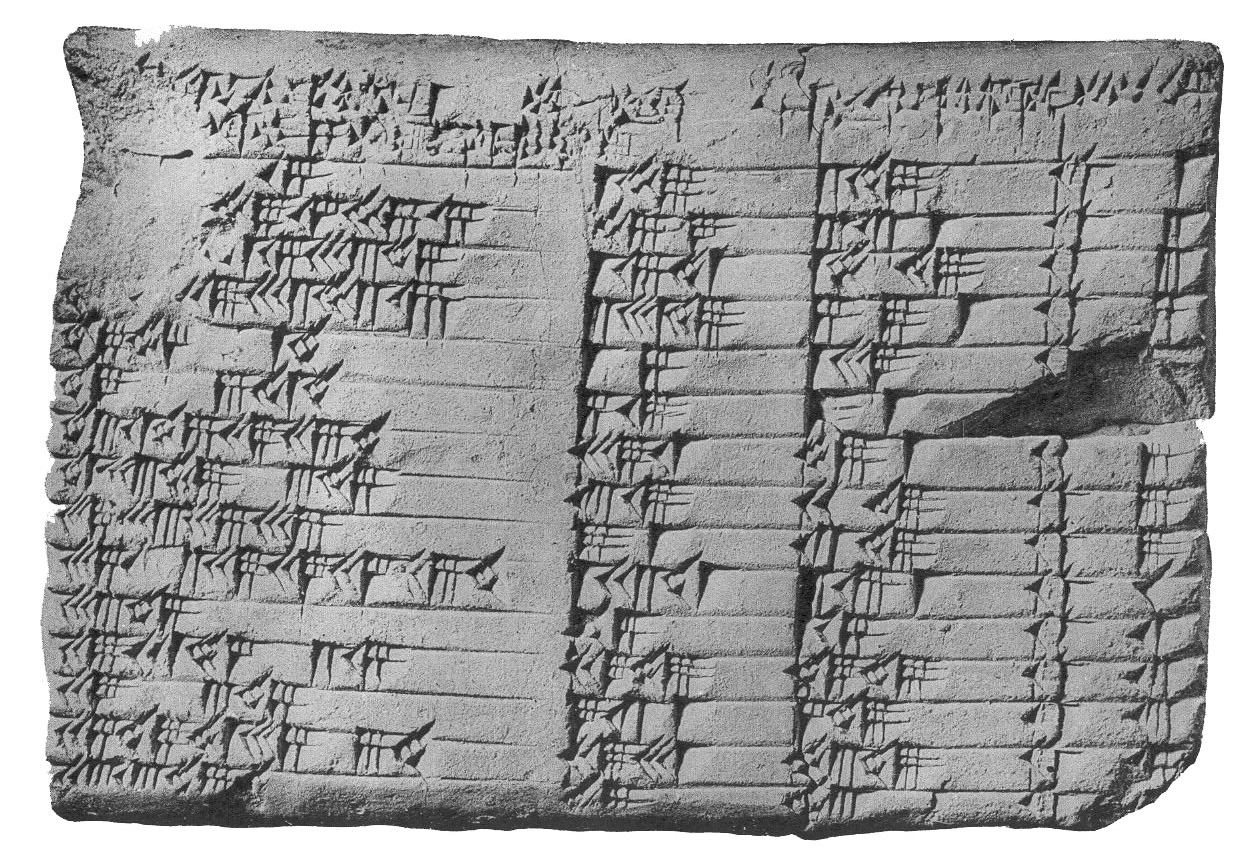
Tavoletta babilonese riportante una serie di terne pitagoriche

Se {\displaystyle (a,b,c)} è una terna pitagorica, lo è anche {\displaystyle (da,db,dc)}, dove {\displaystyle d} è un numero naturale qualsiasi. Il numero {\displaystyle d} è quindi un divisore comune dei tre numeri {\displaystyle da}, {\displaystyle db}, {\displaystyle dc}. Una terna pitagorica si dice primitiva se {\displaystyle a}, {\displaystyle b} e {\displaystyle c} non hanno divisori comuni. I triangoli descritti da terne pitagoriche non primitive sono sempre simili a quelli descritti dalla corrispondente terna primitiva.
Un albero di terne pitagoriche primitive contiene l'insieme infinito di tutte e sole le terne pitagoriche primitive esistenti.

## Formula di Euclide per trovare le terne
Esiste una formula capace di generare tutte le terne pitagoriche primitive; tali formule sono citate da Euclide (in greco antico: Ευκλείδης?) nei suoi Elementi (in greco antico: τα Στοιχεία?):
{\displaystyle a=m^{2}-n^{2};\qquad b=2mn;\qquad c=m^{2}+n^{2}.}
Le formule di Euclide generano una terna pitagorica primitiva se e solo se {\displaystyle m} e {\displaystyle n} sono coprimi, cioè se non hanno divisori comuni diversi da 1, ed uno di loro è pari e l'altro dispari (se sia {\displaystyle n} che {\displaystyle m} sono dispari {\displaystyle a}, {\displaystyle b} e {\displaystyle c} sono pari, e quindi quella terna pitagorica non può essere primitiva). Tutte le terne primitive si possono ottenere in questo modo da un'unica coppia di numeri coprimi {\displaystyle m>n}, mentre le restanti (non primitive) si possono ottenere moltiplicando i termini di una terna primitiva per un opportuno fattore. Le formule così modificate sono quindi in grado di generare tutte le terne possibili, anche se in modo non univoco:
{\displaystyle a=k\cdot (m^{2}-n^{2});\qquad b=k\cdot (2mn);\qquad c=k\cdot (m^{2}+n^{2}).}
Una conseguenza immediata di queste formule è che le terne pitagoriche sono infinite, in quanto sono infinite le possibili scelte di {\displaystyle m} e {\displaystyle n}.
Dimostrazione
Il prodotto di {\displaystyle a} per {\displaystyle b} (dei due cateti) è sempre divisibile per {\displaystyle 12} ({\displaystyle =3\cdot 4}), mentre il prodotto {\displaystyle abc} (di tutti e tre i lati del triangolo pitagorico) è sempre divisibile per {\displaystyle 60} ({\displaystyle =3\cdot 4\cdot 5}). Infatti modulo {\displaystyle 3} e modulo {\displaystyle 4} si hanno solo {\displaystyle 0} e {\displaystyle 1} come quadrati, quindi, se {\displaystyle N=3} o {\displaystyle N=4}, si ha che se {\displaystyle m^{2}\equiv 0{\bmod {N}}} oppure {\displaystyle n^{2}\equiv 0{\bmod {N}},} allora {\displaystyle m\equiv 0{\bmod {N}}} oppure {\displaystyle n\equiv 0{\bmod {N}}} e quindi {\displaystyle b\equiv 0{\bmod {N}};} se invece {\displaystyle m^{2}\equiv n^{2}\equiv 1{\bmod {N}},} allora {\displaystyle a\equiv 0{\bmod {N}}.} Di conseguenza {\displaystyle ab\equiv 0{\bmod {1}}2.} Infine, poiché modulo {\displaystyle 5} i quadrati sono {\displaystyle 0,\pm 1,} se {\displaystyle m^{2}\equiv 0{\bmod {5}}} oppure {\displaystyle n^{2}\equiv 0{\bmod {5}}} oppure {\displaystyle m^{2}\equiv n^{2}\equiv 1{\bmod {5}}} oppure {\displaystyle m^{2}\equiv n^{2}\equiv -1{\bmod {5}},} ragionando analogamente si ha che {\displaystyle ab\equiv 0{\bmod {5}};} se invece {\displaystyle m^{2}\equiv -n^{2}\equiv 1{\bmod {5}}} oppure {\displaystyle m^{2}\equiv -n^{2}\equiv -1{\bmod {5}},} allora {\displaystyle c\equiv 0{\bmod {5}}.} Quindi, in tutti i casi {\displaystyle abc\equiv 0{\bmod {5}}} da cui {\displaystyle abc\equiv 0{\bmod {6}}0.}

## Terne pitagoriche conc< 100
Esistono solo 16 terne pitagoriche primitive con {\displaystyle c<100}:
{\displaystyle {\begin{matrix}(3,4,5)&(5,12,13)&(7,24,25)&(8,15,17)\\(9,40,41)&(11,60,61)&(12,35,37)&(13,84,85)\\(16,63,65)&(20,21,29)&(28,45,53)&(33,56,65)\\(36,77,85)&(39,80,89)&(48,55,73)&(65,72,97)\end{matrix}}}

## Altri esempi di terne pitagoriche
{\displaystyle {\begin{matrix}(20,99,101)&(60,91,109)&(15,112,113)&(44,117,125)\\(88,105,137)&(17,144,145)&(24,143,145)&(51,140,149)\\(85,132,157)&(119,120,169)&(52,165,173)&(19,180,181)\\(57,176,185)&(104,153,185)&(95,168,193)&(28,195,197)\\(84,187,205)&(133,156,205)&(21,220,221)&(140,171,221)\\(60,221,229)&(105,208,233)&(120,209,241)&(32,255,257)\\(23,264,265)&(96,247,265)&(69,260,269)&(115,252,277)\\(160,231,281)&(161,240,289)&(68,285,293)\end{matrix}}}
Si noti che (in base ai prodotti notevoli)
{\displaystyle a^{2}=c^{2}-b^{2}=(c-b)(c+b).}
Si osservi che esistono più terne pitagoriche primitive con lo stesso intero minore. Il più piccolo caso è  {\displaystyle 20}, appartenente a: {\displaystyle (20,21,29)} e {\displaystyle (20,99,101)}. 
 Il numero {\displaystyle 1229779565176982820} è l'intero minore in esattamente {\displaystyle 15386} terne primitive; la più piccola e la più grande fra queste sono:
{\displaystyle (1229779565176982820,1230126649417435981,1739416382736996181)}
e
{\displaystyle (1229779565176982820,378089444731722233953867379643788099,378089444731722233953867379643788101).}
Si consideri la fattorizzazione:
{\displaystyle 1229779565176982820=2^{2}\times 3\times 5\times 7\times 11\times 13\times 17\times 19\times 23\times 29\times 31\times 37\times 41\times 43\times 47.}

L'ultimo teorema di Fermat afferma che non esistono terne non banali analoghe a quelle pitagoriche ma con esponenti maggiori di {\displaystyle 2} (cioè che l'equazione {\displaystyle a^{n}+b^{n}=c^{n}} non ammette soluzioni intere se {\displaystyle n>2}; esclusi i casi banali in cui almeno uno dei numeri è uguale a zero).
Un legame tra terne pitagoriche e primi gemelli può essere stabilito tramite la derivata aritmetica. Infatti un semiprimo i cui fattori primi siano due primi gemelli può essere espresso come {\displaystyle n=p(p+2)}, la sua derivata aritmetica come {\displaystyle n'=2(p+1)} e {\displaystyle {\sqrt {n^{2}+n'^{2}}}=(p+1)^{2}+1=p(p+2)+2=n+2}. Questi numeri sono fra loro coprimi e perciò costituiscono una terna pitagorica primitiva.
Ciascun numero naturale maggiore di 2 appartiene almeno a una terna pitagorica e ogni numero primo può appartenere al più a 2 terne (in quest'ultima situazione una volta come cateto e una volta come ipotenusa del triangolo rettangolo cui si riferisce).